# معركة الفرما (343 قبل الميلاد)
وقعت معركة الفرما عام 343 بين الفرس ومرتزقتهم اليونانيين وبين المصريين ومرتزقتهم اليونانيين، في معقل الفرما، على الساحل في أقصى الجانب الشرقي من دلتا النيل. وقعت المعركة في مدينة الفرما في أقصى شمال شرق دلتا النيل في مدينة بورسعيد الحالية وهي نفس المدينة التي وقعت على أرضها معركة الفرما الأولى عام 525 قبل الميلاد بين الإمبراطورية الأخمينية بقيادة الملك قمبيز الثاني والأسرة السادسة والعشرون المصرية بقيادة الملك بسماتيك الثالث وانتهت بغزو مصر من قبل الإمبراطورية الأخمينية وبداية الاحتلال الفارسي الأول لمصر، إلى أن قامت ثورة في مصر في الدلتا قادها زعيم مصري يسمى أميرتايوس نجح في طرد الفرس من مصر واستعاد استقلال البلاد بشكل مؤقت وأسس الأسرة المصرية الثامنة والعشرون واستطاع هو وخلفائه اللاحقون صد محاولات الغزو الفارسي المتكررة طوال عهد أسرته والأسرات التاسعة والعشرون والثلاثون حتى جاءت هذه المعركة. وبشكل عام، قاد أردشير الثالث الأخميني الفرس، فيما قاد نختنبو الثاني المصريين. كانت القوات اليونانية مع المصريين داخل القلعة بقيادة فيلوفرون. كان الهجوم الأول من قبل قوات ثيفا بقيادة لاكراتيس. سمحت المعركة لبلاد فارس بغزو مصر، منهية الفترة الأخيرة للحكم الأصلي في مصر القديمة.

## الحرب بين بلاد فارس ومصر
في نهاية القرن الرابع قبل الميلاد، استخدم المتمرد المصري أميرتايوس حالة التخبط داخل الإمبراطورية الفارسية (إثر معركة كوناكسا) من أجل استعادة استقلال مصر وتنصيب نفسه فرعونًا. بدأت هذه فترة جديدة من الحرب بين بلاد فارس ومصر المستقلة حديثًا. غزت بلاد فارس مصر في عامي 385 و383 قبل الميلاد عندما أنهت حروبها في مكان آخر، لكن تم صد هذه الغزوات. هُزم غزو آخر أكبر عام 373 بسبب الخلافات بين القادة الفرس. أعقبت كل هذه الغزوات هجمات مضادة مصرية على فينيقيا، والتي كانت ناجحة إلى حد ما.

## الحملات السابقة لأردشير الثالث
في 351 ق م، استعد أردشير الثالث الأخميني لشن غزو آخر لاستعادة مصر. وفي نفس الوقت اندلع تمرد في آسيا الصغرى، والذي هدد بأن يصبح جديًا بدعم من ثيفا. وعقب تكوينه جيشًا صخمًا، سار أردشير الثالث إلى مصر، واشتبك مع نختنبو الثاني. وبعد عام من قتال الفرعون المصري، ألحق نختنبو هزيمة ساحقة بالفرس إثر دعم المرتزقة بقيادة الجنرالين اليونانيين ديوفانتوس ولاميوس. اضطر أردشير الثالث إلى التراجع وتأجيل خططه لاستعادة مصر.

## المعركة
في 343 قبل الميلاد، كان لدى أردشير الثالث، بالإضافة إلى 330 ألف فارس، قوة قوامها 14 ألف يوناني قدّمتها المدن اليونانية في آسيا الصغرى: 4000 تحت قيادة معلم رودس، تتكون من القوات التي كان قد جلبها لمساعدة تينيس من مصر؛ 3000 أرسلوا بواسطة أرغوس؛ و1000 من ثيفا. قسم هذه القوات إلى ثلاث فيالق، ووضع على رأس كل منها فارسي ويوناني. كان القادة اليونانيون هم لاكراتس من ثيفا، ومعلم رودس، ونيكوستراتوس من أرغوس، بينما كان الفرس بقيادة روساسس، وأريستازانيس، وباجواس، رئيس الخصيان. قاوم نختنبو الثاني بجيش قوامه 100 ألف منهم 20 ألف مرتزق يوناني. احتل نختنبو الثاني النيل وفروعه المختلفة بأسطوله البحري الكبير. كانت جغرافية البلد، المليئة بالعديد من القنوات والمدن المحصنة بقوة، في مصلحته وربما كان من المتوقع أن تستمر مقاومة نختنبو الثاني لفترة طويلة، إن لم تكن ناجحة. ومع كونه يفتقر إلى الجنرالات الجيدين، فقد كان واثقًا جدًا في سلطاته القيادية، حيث هُزم من قبل الجنرالات المرتزقة اليونانيين وهزمت قواته في النهاية على يد الجيوش الفارسية المشتركة.
بعد هزيمته، هرب نختنبو الثاني على عجل إلى منف، تاركًا الدفاع عن المدن المحصنة في أيدي حامياته. تألفت هذه الحاميات من قوات يونانية في جزءٍ منها وقوات مصرية؛ بينهم الذين زرعوا الغيرة والشكوك بسهولة من قبل القادة الفرس. نتيجةً لذلك، تمكن الفرس من السيطرة على العديد من المدن بسرعة عبر مصر السفلى وكانوا يتقدمون نحو منف عندما قرر نختنبو الثاني مغادرة البلاد والفرار جنوبًا إلى إثيوبيا. هزم الجيش الفارسي المصريين بالكامل واحتل دلتا النيل السفلى. بعد هروب نختنبو الثاني إلى إثيوبيا، خضعت مصر كلها لأردشير الثالث. تم إرسال اليهود في مصر إما إلى بابل أو إلى الساحل الجنوبي لبحر قزوين، وهو نفس الموقع الذي أرسل إليه يهود فينيقيا سابقًا.
بعد هذا الانتصار على المصريين، هدم أردشير الثالث أسوار المدينة، وبدأ عهد الرعب، وشرع في نهب جميع المعابد. اكتسبت بلاد فارس قدرًا كبيرًا من الثروة من هذا النهب. كما زاد أردشير الثالث أيضًا الضرائب وحاول إضعاف مصر القديمة بدرجة كافية بحيث لا تتمكن من الثورة مرة أخرى ضد بلاد فارس. وعلى مدى السنوات العشر التي سيطرت فيها بلاد فارس على مصر، تعرض المؤمنون بالديانة الأصلية للاضطهاد وسرقت الكتب المقدسة. وقبل أن يعود إلى بلاد فارس، عين فيرنديرس مرزبانًا لمصر. ومع الثروة المكتسبة من إعادة فتح مصر، كان أردشير الثالث قادرًا على مكافأة مرتزقته بشكل وافر. ثم عاد إلى عاصمته بعد أن أتم بنجاح غزوه لمصر.